# نوبوهیرو دوی
نوبوهیرو دوی (انگلیسی: Nobuhiro Doi؛ زادهٔ ۱۱ آوریل ۱۹۶۴) کارگردان فیلم اهل ژاپن است.